# كولبس سميك الصوف
كولبس سميك الصوف (الاسم العلمي: Colobus vellerosus) هو نوع من الحيوانات يتبع جنس الكولبس من فصيلة سعادين العالم القديم.